# Estación Lázaro Cárdenas
Lázaro Cárdenas es la segunda estación de la Línea 3 del Tren Eléctrico de Guadalajara en sentido sur-oriente a nor-poniente, y la décimo-séptima en sentido opuesto.
Esta estación se ubica sobre la Avenida Francisco Silva Romero de Tlaquepaque (Av. Revolución de Guadalajara), a su cruce con la calle República de Guatemala, cerca del nodo vial en el que converge dicha avenida Silva Romero con la Calzada Lázaro Cárdenas del Río, de la que toma su nombre. Es también una de las estaciones elevadas del Viaducto Guadalajara-Tlaquepaque de la línea 3.
El logotipo de la estación es una imagen estilizada del "Nodo Vial Revolución".

## Puntos de interés
- Estadio de Futbol Tlaquepaque (por calle Niños Héroes hacia el poniente)
- UPN, Cámpus Guadalajara (por calle República de Guatemala)
- Centro Comercial Tlaquepaque (por calle Niños Héroes hacia el oriente)
- Iglesia de San José, Castísimo Patriarca

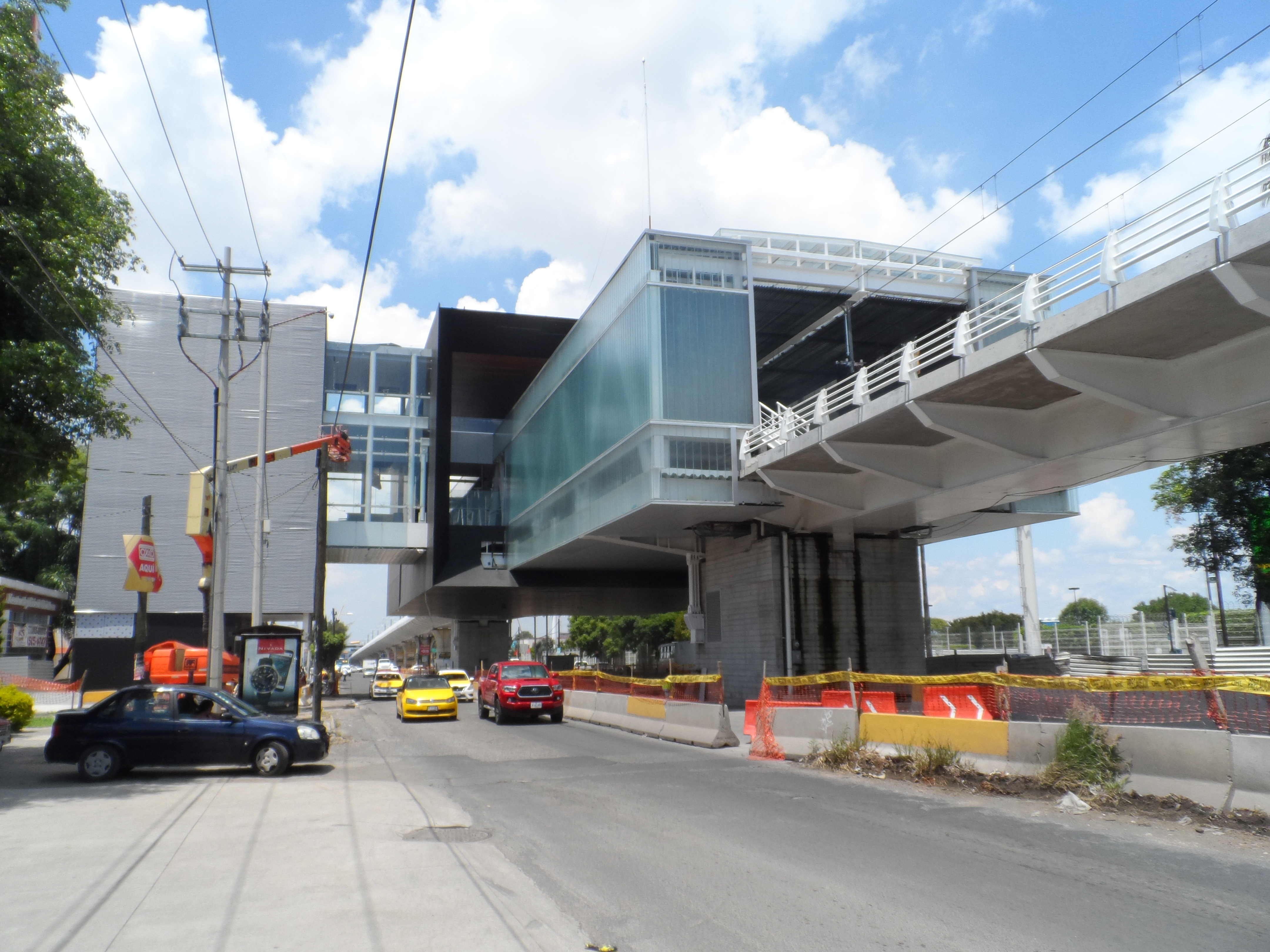
Vista externa de la estación Lázaro Cárdenas.